# Cerco de Nísibis (251/252)
O Cerco de Nísibis de 251/252 ocorreu como primeiro movimento do xá Sapor I (r. 240–270) em sua segunda expedição contra o Império Romano.

## Antecedentes
Nos anos 240, Sapor conduziu uma desastrosa campanha contra o Império Romano, causando a morte do imperador Gordiano III (r. 238–244) e obrigou seu sucessor Filipe, o Árabe (r. 244–249) a aceitar aquele que os historiadores romanos chamaram de "o tratado mais vergonhoso" para acabar a guerra. Não são registrados novos conflitos até 250/251, quando Sapor invadiu a Mesopotâmia e sitiou Nísibis. Segundo Tabari, um sério problema surgiu no distrito do Coração, obrigando-o a marchar para lá. Ao resolver o problema no Oriente, continua Tabari, retomou o cerco.

## Cerco

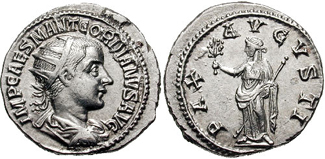
Antoniniano de

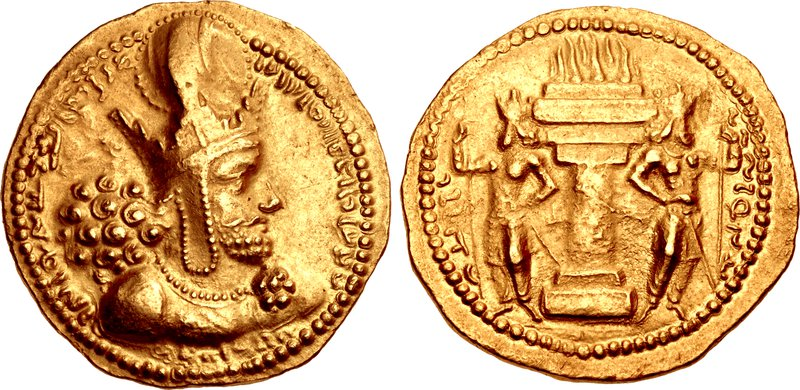
Dinar de Sapor cunhado ca. 244-252/253

Segundo Tabari, enquanto conduzia o cerco, alegadamente o muro da cidade se dividiu sozinho e uma brecha foi aberta a partir da qual Sapor conseguiu entrar. Ele então matou os soldados da guarnição, escravizou mulheres e crianças e capturou imensas riquezas estocadas lá pelo imperador. Eutíquio de Alexandria, em seus Anais, dá versão diferente. Segundo Eutíquio, quando Sapor retornou para o segundo cerco viu o que os soldados da guarnição conseguiram preparar para defender a cidade e ele acusou-os de traição: "vocês agiram de modo enganoso e astuto." Ele novamente sitiou a cidade, mas foi incapaz de invadi-la, e após gastar muito tempo viu a situação toda como vexatória. Então, teria dito a seus companheiros: "não podem achar ninguém em nosso exército que não está angustiado com o que estamos sofrendo?" Uma investigação foi feita e foram encontrados dois homens entregues ao vinho e música. O rei lhes perguntou: "está claro que nossa situação agrada-os dado que vocês agem como se o que estamos fazendo não lhes concerne."
Os homens responderam, "ó rei, se a situação dessa cidade irrita-o, esperamos poder capturá-la com aquela estratégia que vamos dizer-lhe". Sapor então disse, "então qual é?", e eles responderam que ele deveria avançar com suas forças: "juntando todos suas mãos vocês deveriam proferir suas orações ao Senhor para que ele permita que você invada a cidade." Sapor seguiu o plano, mas nada aconteceu e ele disse: "seguimos seu plano e veja que por nenhum meio alcançamos o objetivo. Então o que vocês dizem agora?" Eles teriam respondido: "receamos que os homens vão menosprezar o nosso plano; mas se você tomar cuidado para que todos, como um homem, profiram suas orações em um genuíno estado de espírito, você obterá seu desejo." Sapor convocou sua comitiva e pediu-lhes que agissem com sentimentos genuínos e com atitude sincera. Eles afirmaram que não repetiram duas orações curtas antes que a muralha da cidade fosse dividida de cima para baixo e que uma abertura se abrisse através da qual os homens poderiam entrar. Os habitantes entraram em pânico e disseram: "esse é o fim de nossa decepção". Sapor entrou na cidade e matou todos os homens que podiam combater que entraram em suas mãos. Os outros habitantes foram aprisionados e o xá encontrou grande quantidade de riquezas na cidade.

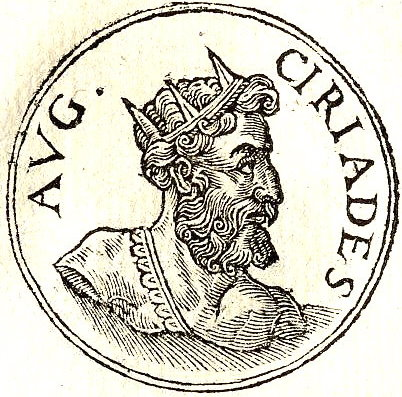
Ciríades segundo a Promptuarii Iconum Insigniorum

## Rescaldo
Segundo Eutíquio, Sapor ordenou que o local dividido em dois na muralha deveria ser deixado como estava como sinal de alerta. Apesar do sucesso, foi incapaz de prosseguir sua conquista da Mesopotâmia, o que talvez justifica a omissão dessas operações em sua inscrição. Em 252/253, aproveitou o caos que se instaurou no Império Romano nesse momento (guerra civil entre Emiliano, Treboniano, e Valeriano na Itália; espalhar da Praga de Cipriano; luta endêmica contra invasores germânicos no Reno e Danúbio, em especial godos e boranos). Ciríades, rebelde romano que teve seu papel na subsequente conquista de Antioquia, provavelmente abriu caminho aos invasores ao causar tumultos nas províncias orientais, tumultos esse aparentemente mencionados nos Oráculos Sibilinos.